# Hart (muurschilderingen)
Hart wordt een meerdelig artistiek kunstwerk bestaande uit “muurschilderingen” verspreid over Amsterdam Zuidoost en Duivendrecht. Het onderdeel Bollenbos werd aangebracht op de Brug Rijksweg 10-Spaklerweg, dat binnen de gemeente Ouderkerk aan de Amstel ligt. 
Het ontwerp en ook het basisidee is afkomstig van Sandra Hueber van Bright Up, een bedrijf dat kleur wil geven aan (fiets-)reisroutes in Amsterdam. De zuidrand tussen Amsterdam en Amsterdam-Zuidoost wordt overheerst door betonnen constructies, die in de jaren na oplevering steeds grijzer werden. Het bedrijf kreeg in 2017 vanuit de gemeente Amsterdam de opdracht zich daardoorheen slingerende voet- en fietsroutes op te fleuren. Hueber omschreef het zelf als “terugbrengen van de menselijke maat”. Door de schilderingen hopen gemeente en kunstenaar meer voetgangers en fietsers te trekken en mede daardoor een groter gevoel van veiligheid te verschaffen. De schilderingen worden gezet door Leone Schröder, die zichzelf omschrijft als uitvoerend kunstenaar. Zij moet werken vanaf hoogwerkers en/of bouwsteigers; ze doet ongeveer drie maanden per project. 
Als eerste project werden drie schilderingen gezet onder de titel Natuur met thema’s Vogels, Bloemen en Vlinders. Andere projecten kregen nog titel als Stedelijk (Urban langs route Amstelstation-Bijlmerplein) en Wetenschap (Science langs route Johan Cruijff Arena-AMC)
In tegenstelling tot het project Natuur willen de kunstenaars de Brug Rijksweg 10-Spaklerweg niet alleen laten bestaan uit schilderingen. Men wil hier verder gaan met speciale verlichting en ook daadwerkelijk bollen. Hiervoor is echter toestemming nodig van Rijkswaterstaat, beheerder van dit viaduct (gegevens augustus 2022). De kunstenaars zagen zich bij voltooiing geconfronteerd met een onbedoelde beeldecho; ten zuiden van het viaduct ligt een distributiecentrum van HANOS, waarvan de "O" als bol is uitgevoerd.
In 2023 werd de muurschildering aangevuld met een driedimensionale versie.

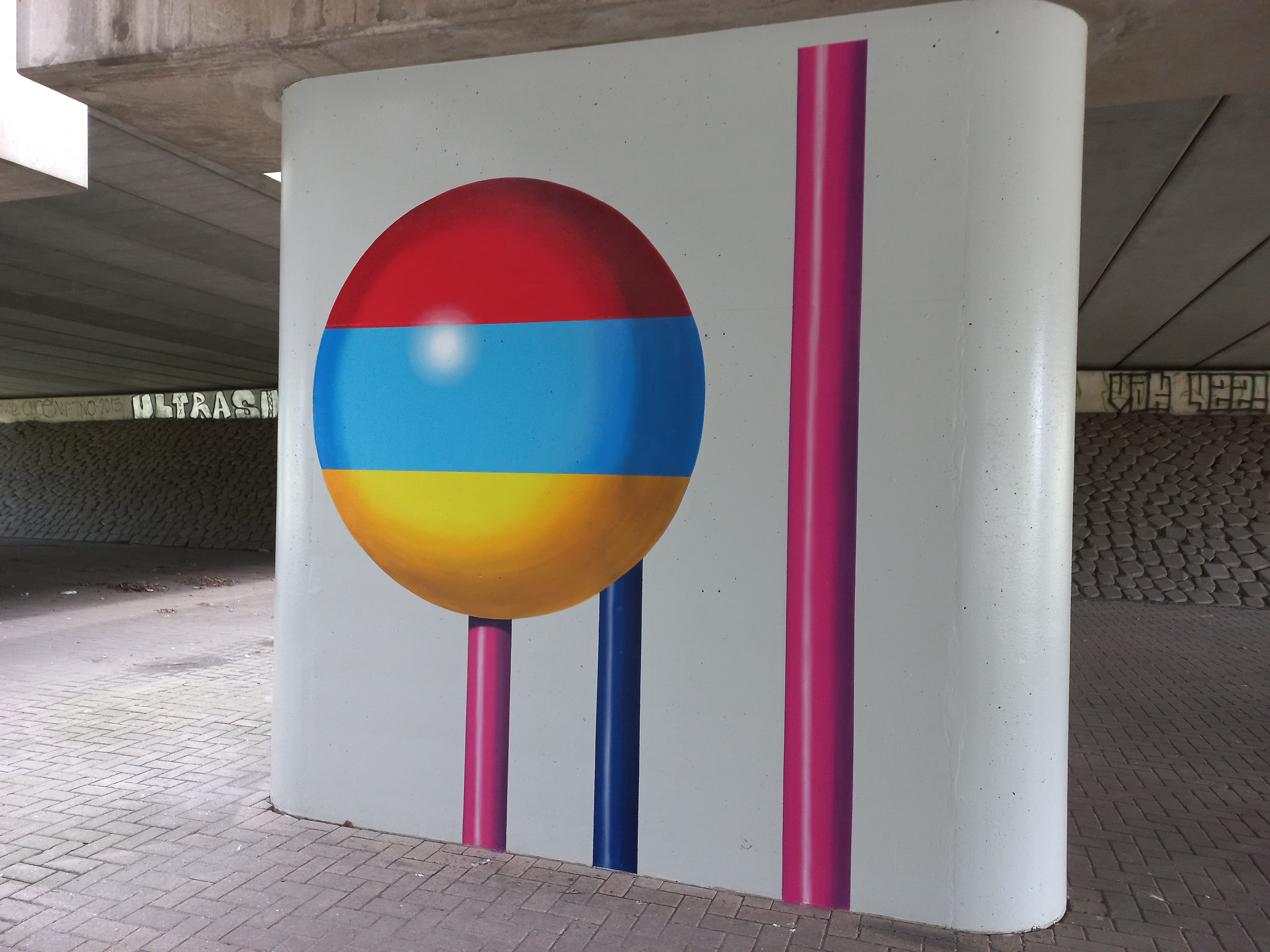
Een bol (juni 2022)

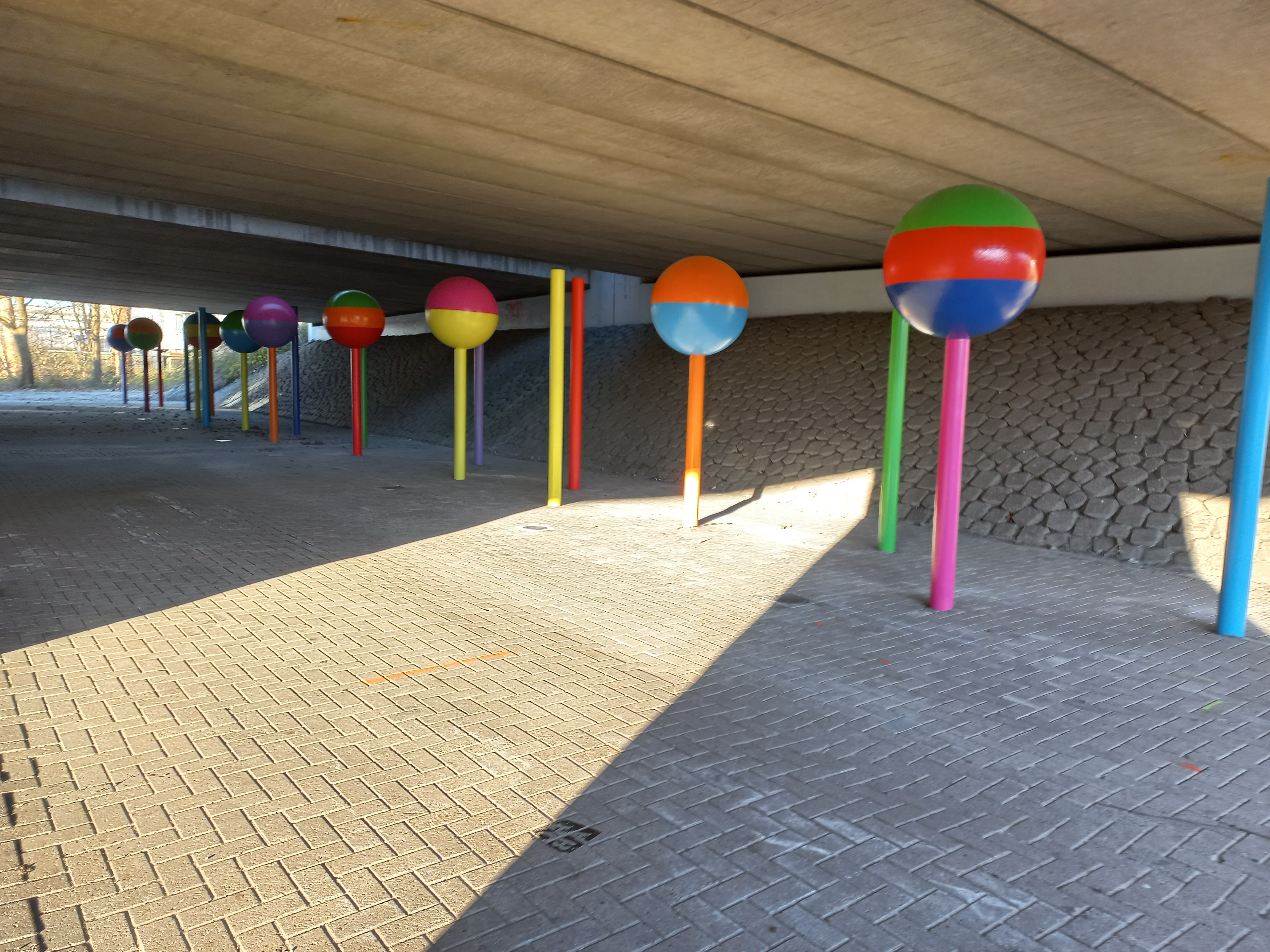
Driedimensionaal (december 2023)